# Tőmorféma
A tőmorféma az a morféma, amely minden szónak kötelező eleme, töve. A tőmorfémához járulhat a toldalékmorféma.

## Jellemzésük
4 szempont szerint jellemezhetjük a szótöveket:
- nyitott vagy zárt rendszert alkotnak
- milyen a jelentésük
- vannak-e alakváltozataik
- alakilag önállóak vagy sem

A szótövek osztálya nyitott osztály, mivel számos lexéma áramlik ebbe a csoportba. A töveknek fogalmi jelentésük van, azonban lehet viszonyjelentésük, pragmatikai vagy modális jelentésük is. Egy tő lehet egyváltozatú, vagy többváltozatú. Valamint vannak abszolút szótövek és relatív szótövek.
A morfémákkal a morfológia foglalkozik.
A morfémák általában meghatározott sorrendben követik egymást a lexémákban. A tőmorféma jelenléte kötelező, ez az első elem a szóban. Ezt követ(het)i a képző, a jel és a rag.

## Példák
barát|ság|unk
piros|at
meg|enged|het|etlen
alkalm|as|ság
hó|ban, hav-at
alud|ni, alsz|ik, al|tat, alv|ó
mozg|ás, mozg|ó, mozog|ni